# Rosalind Franklin (astromòbil)
L'astromòbil Rosalind Franklin és un proper astromòbil robòtic marcià, part de la missió internacional ExoMars liderada per l'Agència Espacial Europea.
El pla més actual és tenir un mòdul transportador i de descens per lliurar el mòdul de descens a la superfície de Mart en el 2028. Un cop aterri amb seguretat en la superfície marciana, l'astromòbil solar començaria una missió de 218 sols per trobar existències del passat o present de vida a Mart. Per contrarestar la dificultat de comandament a distància a causa del retard de comunicació, l'astromòbil contindrà programari autònom per a la navegació visual del terreny utilitzant imatges estereogràfiques comprimides de les càmeres panoràmiques i infraroges muntades en el màstil i manteniment independent. Amb aquesta finalitat es crea mapes digitals de navegació gràcies al parell de càmeres estèreo i autònomament tria la trajectòria adequada. Seran utilitzades unes càmeres en primer pla per evitar col·lisions per garantir la seguretat que permet al vehicle a desplaçar-se amb seguretat i recórrer aproximadament 100 metres per dia. Després que el mòdul de descens s'hagi posat en llibertat i aterrat a la superfície de Mart, el Mars Trace Gas Orbiter també operarà com a satèl·lit de retransmissió de dades per a l'astromòbil.
L'astromòbil rep el nom de Rosalind Franklin, una química britànica pionera en el descobriment de la molècula de l'ADN.
La missió va rebre fons addicionals per restablir-la i completar-la. Al maig de 2024, després que el programa fos restablert, l'ESA va signar un acord amb la NASA perquè aquesta proveís el llançament d'un vehicle nord-americà per fer possible la missió.